# Список экзопланет в созвездии Мухи
Список экзопланет в созвездии Мухи содержит 2 экзопланеты в 2 разных планетных системах, находящихся в соответствующем созвездии. Перечислены только подтверждённые экзопланеты, не являющиеся коричневым карликом.
Учёные постоянно совершают открытия, поэтому список может быть неполон.
Оценить зону обитаемости можно на основе светимости звезды.
| Система   | # | Удалённость св. лет | Светимость L⊙ | Большая полуось а. e. | Эксцентриситет | Период обращения сут | Масса MJ     | Пр.    |
| --------- | - | ------------------- | ------------- | --------------------- | -------------- | -------------------- | ------------ | ------ |
| HD 111232 | b | 94                  | 0,691         | 2,05 ± 0,02           | 0,21           | 1168,69 ± 0,31       | >7,24 ± 0,17 | EPEDR2 |